# Onze-Lieve-Vrouw-Bezoekingkerk (Wilderen)

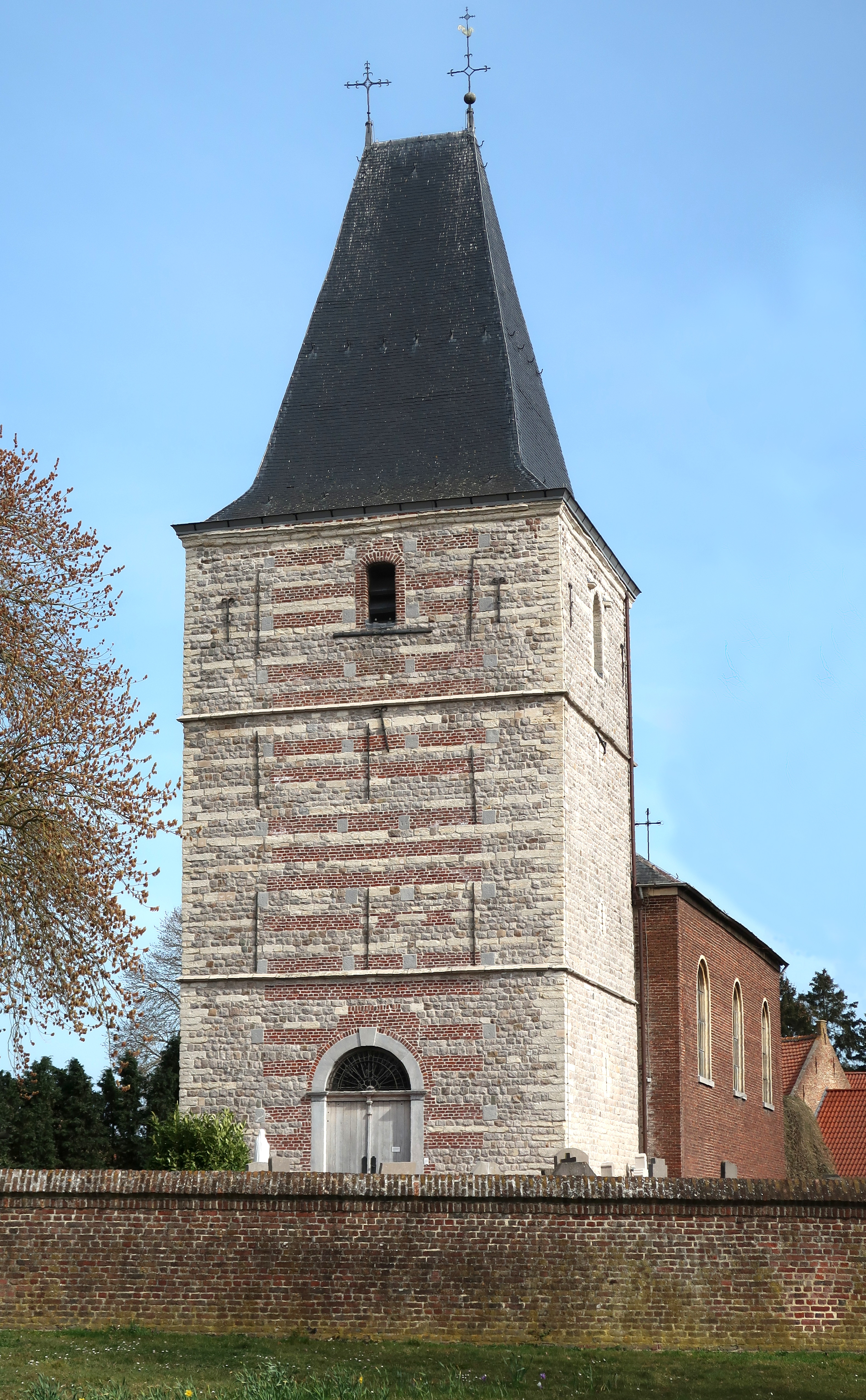
De Onze-Lieve-Vrouw-Bezoekingkerk

De Onze-Lieve-Vrouw-Bezoekingkerk is de kerk van de parochie Duras-Wilderen, gelegen aan de Wilderenlaan te Wilderen, in de Belgische gemeente Sint-Truiden.
Tot aan de Franse tijd (eind 18e eeuw) was de kerk gewijd aan Maria Hemelvaart. Het patronaatsrecht was in bezit van de abdij van Herkenrode.

## Gebouw
De toren van de kerk is romaans en stamt uit de 12e eeuw. Het is een rechthoekige toren met drie geledingen. Het materiaal bestaat uit kwartsietblokken (uit de omgeving van Tienen) en gobertangesteen, terwijl de westgevel uit gobertangesteen met speklagen van baksteen bestaat. Het rondboogportaal is neoclassicistisch en stamt uit de 19e eeuw. De toren wordt gedekt door een schilddak.
De kerk zelf is een neoclassicistische zaalkerk uit 1858. De glas-in-loodramen zijn van 1909. De gerestaureerde toren uit ca. 1150 bezit een bezoekerscentrum en is in zomerweekenden open voor het publiek.

## Interieur
De kerk bezit een Madonna met Kind in gepolychromeerd hout, uit de 1e helft van de 17e eeuw. Ook is er een Sint-Sebastiaan uit de 17e eeuw en een Sint-Rochus uit de 2e helft van de 17e eeuw, in gepolychromeerd hout. De zijaltaren zijn uit de 1e helft van de 18e eeuw. Ook de koorlezenaar, een bidstoel en de credenstafel zijn 18e-eeuws.
Op het kerkhof vindt men twee 16e-eeuwse grafkruisen, en verder een grafkruis uit de 17e eeuw en enkele uit de 18e eeuw.

## Heden
De toren werd reeds in 1936 geklasseerd als monument, terwijl in 1996 ook de kerk, de pastorie en de omgeving ervan als monument, respectievelijk als beschermd dorpsgezicht, werd aangewezen. In de toren bevindt zich een bezoekerscentrum, waarin facetten uit het dorpsleven en de band met het Kasteel Duras worden toegelicht.